# Das Sternbild des Ziegentur

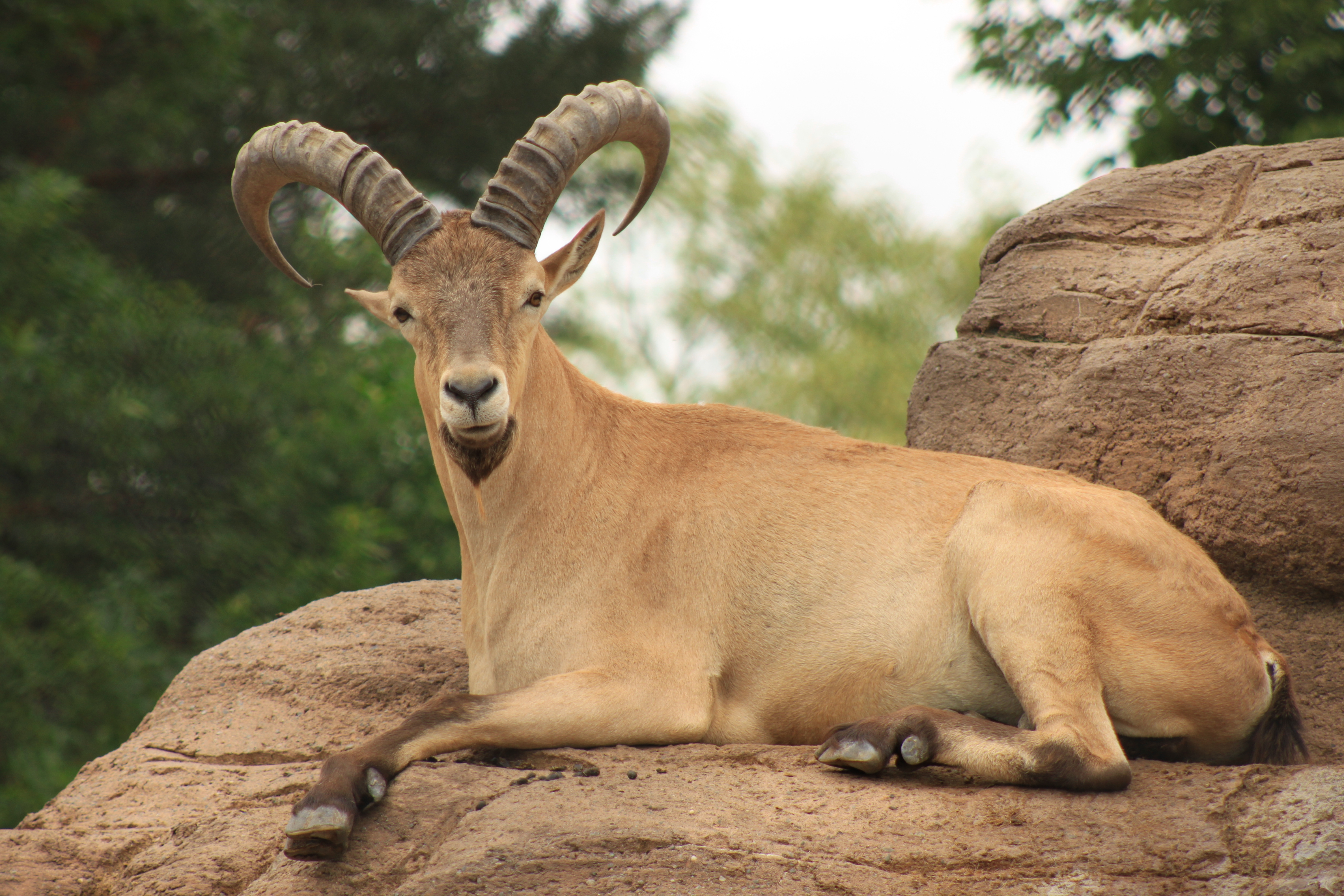
Tur, Kaukasischer Steinbock

Das Sternbild des Ziegentur (russisch Созвездие Козлотура / Soswesdije Koslotura) von 1966 ist eine satirische Erzählung des abchasischen Schriftstellers Fasil Iskander, die zu seinen größten Erfolgen zählt. Der Ich-Erzähler spottet untergründig kritisch über die Propagandisten der hybriden Züchtung einer angeblich außerordentlich sprungkräftigen Hochgebirgsziege im heimatlichen Abchasien, als Satire auf die abenteuerliche und oft dilettantische Wirtschaftspolitik Chruschtschows. Dabei wird in neostalinistischer Zeit  unter anderem die Überzeugung der „Anhänger der Mitschurinschen Agrobiologie“ vom frostresistenten Obstanbau in Russland als nicht ernst gemeintes Analogon verwendet.
Das Sternbild des Ziegentur erschien erstmals 1966 im Heft 8 der sowjetischen Literaturzeitschrift Nowy Mir in Moskau. Die Übertragung ins Deutsche von Hans-Joachim Grimm kam 1968 bei Volk und Welt in Ost-Berlin heraus.

## Inhalt
Nach abgeschlossenem Journalistik-Studium war der anonyme Ich-Erzähler bei einer Moskauer Jugendzeitschrift beschäftigt gewesen. Nach nicht ganz einem Jahr wurde er entlassen, weil er ein Gedicht des Chefredakteurs kritisiert hatte. Also verließ der Unglücksrabe die Hauptstadt und fand in der abchasischen Heimat dort am „Orangen-Kap“ in einem Seebad an der Schwarzmeerküste Anstellung bei einer richtigen „Erwachsenenzeitung“ – dem Provinzblatt Rote Subtropen. Awtandil Awtandilowitsch, Chefredakteur der Zeitung, bringt den jungen Mann in der Abteilung Landwirtschaft unter. Sein Vorgesetzter wird dort Plato Samsonowitsch. Der Abteilungsleiter ist faktisch mit der Zeitung verheiratet; ist seiner Ehefrau ein paar Mal davongelaufen und forciert gerade die Kampagne Züchtung des Ziegentur. Letzteres Unikum ist eine Kreuzung aus dem stattlichen Tur und einer unscheinbaren abchasischen Hausziege. Jedenfalls muss der neu eingestellte junge Journalist in die Fußstapfen Platos treten – kein leichtes Unterfangen. Hat sich doch Plato als kulturpolitischer Leitartikler mit dem Beitrag Der Ziegentur – eine Waffe in der antireligiösen Propaganda profiliert.
Unter den Schreibern von Leserbriefen melden sich auch Gegner des altgedienten Journalisten Plato in den Roten Subtropen zu Wort. Mitarbeiter eines landwirtschaftlichen Forschungsinstituts bemäkeln die Namensgebung; favorisieren Turziege vor Ziegentur. Ein kritischer Zootechniker wird niederdiskutiert. Die Journalisten lassen sich nicht irre machen. Kolchosvorsitzenden, die sich gegenüber der neuen Züchtung eher gleichgültig verhalten, wird Gleichgültigkeit gegenüber allem Neuen vorgeworfen. Am Verlagsort der Roten Subtropen wird ein Strandcafé Tränke des Ziegenturs benannt. In den Bergen, am Oberlauf des Kodor, heißt ein Sanatorium nun Ziegentur. Abchasien wetteifert mit Iowa in der Maisproduktion und will den Wettbewerb auf die Ziegentur-Züchtung ausdehnen.
Als der Ich-Erzähler nun in eine Kolchose zu einer Ziegentur-Besichtigung fahren muss, erinnert er sich an die Begegnung mit Gebirgsziegen in seiner Jugendzeit. Im schlimmen Jahr 1942 überlebte er als 13-Jähriger die vermutlich versehentlich geflogenen zwei Bombenangriffe der Deutschen auf die kriegsunwichtige Heimatstadt unter Umständen nur, weil er vorsichtshalber zu seinem Großvater in die abchasischen Berge als Ziegenhirte verschickt worden war.
Ihrem Höhepunkt strebt die spaßige Handlung dann während des Besuchs jener genannten Kolchose „im Dorf Nußquelle“ zu. Außer dem Kolchosvorsitzenden treten noch zwei abchasische Originale auf. Das sind der schlafende Agronom, ein meistens im Dienst schlummernder unabkömmlicher Spezialist für Teeanbau – der Haupteinnahmequelle der Kolchose. Und der Historiker und Restaurator Wachtang Botschua, Doktor der Archäologie und Mitglied der Gesellschaft zur Verbreitung wissenschaftlicher und politischer Kenntnisse. Wachtang will im Dorf Nußquelle den Vortrag Unser Stolz – der Ziegentur halten. Bis zu diesen Ausführungen über „die durchgehende Ziegenturisierung“ kann und will der Ich-Erzähler nicht bleiben. Ihm wurde vorgeführt, wie der Ziegentur – ein stämmiges Tier mit rosa Augen – auf eine Herde verschüchterter abchasischer Ziegen losgeht. Bei dem Gerede Wachtangs über die abchasische Ziege, die auf den feisten Steinbock Tur gewartet habe, jene Nährmutter der ärmsten Bauern, muss sich der angereiste Journalist schließlich die Ohren zuhalten. Nachdem sich der Gast davongemacht hat, ist die Dienstreise noch nicht überstanden. Der Chauffeur hat vom Kolchosvorsitzenden den Auftrag, den ungeduldigen Gast unterwegs mit Isabella-Wein betrunken zu machen. Journalisten bräuchten das. Der Chauffeur erledigt den Auftrag in einer „blaugetünchten Imbißhalle“. Im Suff begibt sich der Betrunkene mitten in der Nacht an den Strand des Schwarzen Meeres und erblickt am Himmelsgewölbe „das Sternbild des Ziegenturs“. Eines der beiden blinkenden Augen des Steinbocks blinzelt am Himmel. Dieses Titel gebende Erlebnis hat der Ich-Erzähler nur ein einziges Mal. Tage später, wieder nüchtern, wieder daheim, sucht er des Nachts das Himmelszelt vergeblich nach dem imaginären Sternbild ab.
Der Ich-Erzähler schreibt seinen Nußdorf-Artikel vom Ziegentur. Der Chefredakteur Awtandil Awtandilowitsch und auch Abteilungsleiter Plato Samsonowitsch qualifizieren das Machwerk als schädlichen Kokolores ab. Der junge Autor wird in die Kulturabteilung versetzt mit dem Urteil: „Schreiben können Sie, aber das Leben kennen Sie nicht.“
Zwar wird die „Gebietskonferenz über die Ziegenturisierung der Kolchosen“ durchaus erfolgreich beendet, doch in den Roten Subtropen geht es mit der Kampagne zur „durchgehenden Ziegenturisierung“ in Abchasien steil bergab. Die Mitarbeiter jenes oben erwähnten landwirtschaftlichen Forschungsinstituts und der kritische Zootechniker behalten letztendlich Recht. Der Vorreiter Plato wird als Abteilungsleiter abgesetzt. Den strengen Verweis auf dem Dienstwege verkraftet er nicht, erkrankt an „Übermüdung infolge Nervenschwäche“ und landet im Bergsanatorium Ziegentur.

## Form
Die Erzähler-Kommentare während des lockeren Erzählens garantieren vergnügliche Lektüre. Zum Beispiel schreibt er zu dem Namen Plato Samsonowitsch: Der Vorname Plato sei in Abchasien häufig; wahrscheinlich eines der Relikte griechischer Kolonisation. Die Große Sowjetenzyklopädie, Band II, S. 206 wird zitiert. Der Historiker Wachtang wird als Tschangalist vorgestellt. Das ist einer in Abchasien, der gern auf Rechnung anderer trinkt. In seiner Funktion als Vorsitzender der Gesellschaft zum Schutze der Denkmäler des Altertums hat Wachtang einen Bestseller Blühende Ruinen für jene zahlreichen „Intouristen“ verfasst, die den Rayon alljährlich heimsuchen. Und der schlafende Agronom schlummert „wie Kutusow während einer Kriegsratssitzung“.
Der Ich-Erzähler, am Morgen nach dem Isabella-Wein-Besäufnis von der Miliz am Strand aufgegriffen, zeigt bei der Gelegenheit im Milizrevier den Diebstahl seiner Schweizer Armbanduhr Marke Doxa an. Er sagt zu den beiden Milizionären: „Es war eine Beuteuhr. Mein Onkel hat sie aus dem Krieg mitgebracht.“ Der Untersuchungsführer, ein Hauptmann, lässt erst locker, als eine plausible Erklärung für den Verlust gefunden ist. Der Betrunkene hatte die Uhr angeblich in der Imbißhalle verschenkt. „Ein freiwilliges Geschenk gilt als örtliche nationale Sitte“, konstatiert der Hauptmann. Der Journalist darf gehen.
Die Erzählung gelangt zu einem versöhnlichen Schluss. Plato kehrt gut erholt aus dem Bergsanatorium zurück, verträgt sich wieder mit seiner Ehefrau und geht mit dem Ich-Erzähler in den Ufergewässern des Schwarzen Meeres angeln. Dabei erweist sich Plato als der Meister-Angler an sich. Der Fang des Ich-Erzählers ist gegen Platos Ertrag, zu dem auch ein Knurrhahn gehört, mehr als bescheiden. In der abschließenden Angler-Szene fällt eine der Stärken der Erzählung – der bildstarke Vergleich – auf: Als Plato die vielen Angelschnüre auf einmal ausgeworfen hat, lauscht er vom Boot aus in die Tiefe, „als bediente er ein utopisches Steuerpult oder regierte ein Unterwasserreich.“

## Rezeption
In seinem Eintrag zum Werk in Kindlers Literatur Lexikon vertritt Holt Meyer die Auffassung, dass Iskander hier Versuche parodiert, die zu allen Perioden der sowjetischen Geschichte unternommen worden sind, um „breite Bevölkerungsmassen für eine Idee zu gewinnen und die öffentliche Meinung mit Hilfe der Medien zu lenken“. Auch werde am Beispiel zweier Redakteure mit viel Humor und Situationswitz der journalistische Berufsalltag verspottet. In vielen Passagen würden komische Effekte erzielt, indem irrelevante Details in großer Menge aufeinander folgen und es als höchste Wahrheit angesehen wird, was von Personen beiläufig angemerkt worden ist, für wichtig erachteten. Dies seien Gründe, warum der Stil dieser Novelle oft mit dem der Erzählungen Gogols verglichen worden ist. Die Novelle zähle zu den größten Erfolgen Iskanders, weil der satirische Stil als gelungen zu betrachten sei, in Verbindung mit einem Stoff, der nach Angaben des Autors auf eine Zeitungsmeldung zurückgeht und damit politisch-zeitgeschichtlich ist, so Meyer.

## Verfilmung
Mosfilm zeigte 1989 den gleichnamigen Film von Martiros Fanosjan (russ. Мартирос Фаносян).

## Deutschsprachige Ausgaben
- Fasil Iskander: Das Sternbild des Ziegentur. Aus dem Russischen von Hans-Joachim Grimm. 211 Seiten. Volk und Welt, Berlin 1968, DNB 457078499 (= Spektrum, Heft 4 – verwendete Ausgabe); NA: Piper, München / Zürich 1973, ISBN 3-492-00366-4.
- Fasil Iskander: Das Sternbild des Ziegentur. Klumparm. Zwei Erzählungen. Aus dem Russischen von Hans-Joachim Grimm. Verlag der Nation, Berlin 1984 DNB 840706936.